# Филотеј Цариградски
Патријарх Филотеј (грч. Φιλοθεος; 1300—1379) је био цариградски патријарх у два наврата. Први пут од новембра 1353. до 1354. и други од 1364. до 1376. Аутор је више житија, теолошких и полемичких радова, химни и молитава.

## Биографија
Рођен је око 1300. године, у сиромашној породици у Солуну. Као млад је отишао на Свету гору и тамо се замонашио. Касније је изабран за игумана солунског манастира Филокала, па затим Лавре Светог Атанасија. Године 1347. постао је митрополит трачке Хераклеје.
Године 1353. Јован VI Кантакузин га је поставио за патријарха цариградског, сменивши дотадашњег патријарха Калиста I.
Након пада Јована Кантакузина збачен је и Филотеј, a на патријаршијски трон враћен патријарх Калист. Након Калистове смрти 1365. године, Филотеј поново постаје патријарх, и на том месту остаје све док га цар Андроник IV Палеолог није збацио 1376—7. година. Убрзо после тога је и умро. За време другог Филотејевог вршења дужности патријарха дошло је до црквеног измирења са српском државом Јована Угљеше и са Српском црквом.

## Учење
У догматском погледу Филотеј је био привржени присталица Григорија Паламе и исихазма. У позним годинама је био отворени противник унионистичке политике цара Јована V Палеолога.
Писао је веома много, углавном догматске и полемичке радове. Поред тога огледао се у химнографији, хомилетици и хагиографији. Познат је његов енкомион Григорију Палами који има свој значај и као историјски извор.
Аутор је диатаксисне Божанствене литургије и Свеноћног бдења.